# Hrvatske pučke novine (Sarajevo)
Hrvatske pučke novine je bio hrvatski tjednik koji je izlazio u Sarajevu na hrvatskom jeziku. Uredništvo i uprava nalazili su se u Koroščevoj ulici br. 15. Prvi brojevi 1921. godine koštali su 2 K. Prvi broj ovih novina izašao je kao 1921. godine, a u zadnjoj godini izlaženja, 1923., izašla su tri broja. Urednik od br. 43/1922. bio je Janko Šimrak. Tiskane su u Hrvatskoj tiskari u Sarajevu. Izdavač je bio Hrvatska pučka stranka za Bosnu.

## Ostalo
Identifikator COBISS.BH-ID 24163846.